# たかじんNOマネー〜人生は金時なり〜
『たかじんNOマネー〜人生は金時なり〜』（たかじん・ノー・マネー じんせいはきんときなり、英称：TAKAJIN NO MONEY）とは、2011年1月9日から2015年6月27日まで、毎週土曜日13:00 - 14:00（日本標準時）に放送されたテレビ大阪制作の経済情報・トークバラエティ番組シリーズ。通称は『たかじんNOマネー』『NOマネー』。ステレオ放送。2010年12月12日・2011年1月9日放送分のみ字幕放送を実施している。

## 概要

### レギュラー版
オープニングは、トルストイの言霊が記された以下の文章（金銭について書かれていた「番組概要」をベースにしたもの）が流れる。
「人とお金」「お金の哲学」を番組のコンセプトに、司会のやしきたかじんらとレギュラー陣（パネリスト）らが毎回のゲストと共に経済に関するニュースを討論する。たかじんにとっては初となるテレビ大阪でのレギュラー番組で、在阪民放全局で冠番組を持つこととなった。
番組開始当初は、ゲストにVTRに関連したお金に関する質問を行う「MONEY Q（番組初期はスタジオで10の質問を出題するMONEY Q10）」を始め、今後起こりうる経済を予測する「やしき総研」や経済に関する物語を再現ドラマ形式で綴るコーナーなどで企画・構成されていたが、政治や国際情勢などを扱うようになってからは行われなくなった。
レギュラー第2回（レギュラー第1回の内容がスペシャル版の反省会だったため、テレビ大阪では最初の通常編成回を「第1回」として扱っている）の視聴率は8.7%。テレビ大阪社長の立岩文夫によると、「スタートとしてはよかった」と評している。たかじんが病気の療養で休養（後述）に入った2012年2月以降も、視聴率は5%前後を維持。テレビ大阪の昼の番組としては高い視聴率を記録している。2012年には、TXN番組大賞の優秀作を受賞した。
2013年6月22日放送分からは、大幅なリニューアルを敢行。パネリストに黒田有と八代英輝を加えるとともに、バラエティー色や芸能ニュースの扱いを再び強化すべく、「格差ニュース」「メッセンジャー黒田の体感リポート 目ッ線ジャーナル」などのコーナーを新設した。2009年12月に起こした不祥事の影響で番組への出演を自粛してきた黒田は、このリニューアルによるレギュラー起用を機に、テレビ番組へのレギュラー出演を再開。パネリストの役割にとどまらず、休養中のたかじんに代わってMCを務める眞鍋と供に、番組の進行も担った。
たかじんは、前述の休養から本番組への復帰を果たせぬまま、2014年1月3日に死去した。本番組では、同月7日の夜に訃報が伝わったことを受けて、公式サイトのトップページに以下のコメントを掲載。同月11日のレギュラー放送では、生放送で『やしきたかじん追悼スペシャル』を編成した。
2014年7月5日からは、「re：START（リスタート）」というコンセプトを掲げながら、番組タイトルを『たかじんNOマネー　BLACK』に変更。
MCには、眞鍋に加えて、八代と黒田を正式に起用した。
ちなみに、たかじんは生前、黒田を番組の後継MCに指名していた。たかじんの死去後最初のリニューアルに際しては、公式サイトのトップページに以下のコメントを掲載する一方で、黒田の「黒」にちなんで番組タイトルに「BLACK」を加えている。
2015年3月、たかじんの生前から放送されて来たレギュラー番組の『たかじん胸いっぱい』と『たかじんのそこまで言って委員会』が同月から「たかじん」の冠名を番組タイトルから外す番組改題について報道されていた。しかし、2015年4月以降も『たかじんNOマネー』のタイトルのまま放送を継続していた。「たかじん」名義では当該番組が最後のレギュラー番組であった。
5月27日、サンケイスポーツの報道にて当該番組終了の報道がされ、6月12日局から編成上の都合により、6月27日放送分にてレギュラー分の番組の終了を正式に発表した。また、27日にはゴールデンの枠にてスペシャル版を放送した。

### たかじんNOマネー GOLD
2011年10月秋の番組改編により、『たかじんNOマネー GOLD』（たかじん・ノー・マネー ゴールド）として、月に1回土曜日の18:59 - 20:54（JST）のゴールデンタイムで生放送していくことが、同年9月12日に発表され、この初回に当たる放送は、同年10月22日の18時59分から20時54分までで、この日はレギュラー放送でも同時ネットされているテレビせとうちに加えて、遅れネットであるテレビ北海道、テレビ愛知、びわ湖放送、奈良テレビ、テレビ和歌山でも同時ネットで放送された。
生放送スペシャルでは、あまりにも放送できない発言が出てきそうな場合は司会のたかじんの席に置かれている装置の赤ボタンを押下することによりパトランプが回りながら、スタジオ内の音声を遮断の上でブザー音が流れるほか背景にあるスクリーンも「自主規制中」と映し出される仕組みとなっている（1度ボタンを押すと装置はずっと作動するが、再度ボタンを押下すれば装置の作動が停止される）。これまで6回（そのうち1回は収録放送）放送されたが、冒頭の説明の際に押した時以外は討論中に押されたことはない。かつて放送されていた、たかじん司会のバラエティ番組『ムハハnoたかじん』（関西テレビ）が生放送された際にも同様の装置を使用した（こちらは逆にかなり押された）。
2013年4月13日からは、これまで月に1回土曜日だったのが毎週土曜日18:59 - 20:54（JST）のゴールデンタイムに放送することが同年3月23日放送分のエンディングで発表された。また、スタジオセットやタイトルロゴが一新され、タイトルロゴから「〜人生は金時なり〜」がなくなった。2013年5月4日放送分は、テレビ大阪では編成上休止（急遽、テレビ東京で2012年7月21日に放送した『土曜スペシャル 絶景!アルプス縦断ふれあい旅』の遅れネットに差し替え）であるが、3月でレギュラー放送が打ち切りとなったテレビせとうちが、4月27日放送分の遅れネット放送で『土曜スペシャル』の時間帯に差し替え放送される。テレビ北海道では4月27日放送分を再放送した。
その後、2013年5月18日からたかじんが復帰するまでの間は一旦、放送時間を毎週土曜13:00 - 14:00に枠移動、タイトルも『GOLD』が外れ『たかじんNOマネー』に戻して、その他の出演者だけで継続されることとなった。
なお、たかじん死去後の2014年1月25日には、本番組の放送枠でたかじんへの追悼特別番組『やしきたかじん最後の提言 大阪どうすんねん!?スペシャル』を生放送。レギュラー放送での常連パネリストに加えて、過去のレギュラー放送にも出演した松井大阪府知事（出演当時）・橋下大阪市長（出演当時※（松井の前任の大阪府知事））では、や、たかじんと親交の深かった天童よしみをゲストに迎えた。この番組では、たかじんの代表曲「やっぱ好きやねん」を生放送中に天童が熱唱したほか、レギュラー放送・過去にたかじんが出演したテレビ大阪制作番組（『やしきたかじんプロデュース』や1985年に放送された平日午後の生ワイド番組『お昼だドン!』など）・たかじんが「大阪恋物語」（1989年リリースの楽曲）を歌った晩年のライブ映像を随時放送。松井・橋下が打ち出している大阪都構想や、たかじんにとって縁の深い北新地などをテーマに、スタジオで討論も実施した。関西地方での視聴率は10.6%で、レギュラー放送を含めて番組史上初めて10%を突破した。
たかじんは生前、『たかじんNOマネー』の時間帯を黒田に任せたうえで、2014年4月を目途に『たかじんNOマネー GOLD』への復帰を計画していたという。たかじんの死去により『たかじんNOマネー GOLD』のレギュラー放送再開は見送られたが、『たかじんNOマネー BLACK』では、この計画を踏まえて黒田を正式に司会へ起用している。

## 出演者（NOマネーファミリー）

### 司会
- 黒田有（メッセンジャー）[14][注 3]
- 眞鍋かをり（NOマネーGOLD第1回以降からは進行役も兼任）
- 八代英輝 2013年6月22日 - [15]

### ナレーション
- 藤田勇児（パイロット版 - ）
- 中矢由紀（開始回不明(2013年8月) - ）

## 過去の出演者（NOマネーファミリー）

### 司会
- やしきたかじん（※第57回から第112回、NOマネーGOLD（レギュラー版）第5、6回は休演、2013年5月以降は病気療養の為事実上降板。2014年1月死去。）

### 進行役
- 酒井千佳（テレビ大阪アナウンサー（当時：現フリーアナウンサー）、パイロット版 - レギュラー第28回、第30回）

### パネリスト
- 勝谷誠彦（スペシャル、スペシャル2）
- 玉袋筋太郎（浅草キッド）（レギュラー第7回）
- 金子哲雄（スペシャル2、レギュラー第17、31、34回）
- 松尾貴史
- デーブ・スペクター
- 青山繁晴[注 4][16][注 5][17][18]
- 岸博幸
- 水道橋博士（浅草キッド）[19]
- 大谷昭宏
- 須田慎一郎[注 6]

### ナレーション
- 橋本のりこ[注 7]（レギュラー第2-4回）
- 若本規夫（激論!大阪のこれからスペシャル 、レギュラー第39回）
- 藁谷麻美（テレビ大阪アナウンサー→フリー、レギュラー第1回 - 第52回[注 8]、第65回 - 第77回、第113回 - 不明 ）
- 栗本有紀子（藁谷休演時の代役；レギュラー第53回 - 第64回、第77回 - 第112回）
- 遠藤憲一（レギュラー第95回）[注 9]

## 放送リスト

### たかじんNOマネーBLACK
☆：青山、★：須田、○：岸がゲスト出演（参加）

## スタッフ
- 構成：上田信彦 / 渡邊仁、さいとうわに、中井誠
- リサーチ：平野友介、貝島純一、東浜孝次
- TD：岩本吾郎・五味多宏和（TVO）
- SW：井村司、置塩勝也
- CAM：佃義久、中橋伸豪、印田英樹、井村司、山本朱美、大谷修平、森口雅人、友久恭子、石島憲一、竹田良平、井村司、高平和可奈
- VE：橋本渉
- MIX：越中丈司
- タイトル：獺口知成、小林由佳、西村潤、西尾純子、辻優貴
- CG：橋本晃治、井口和俊（スタジオB&M）
- 照明：河角徳明、本村毅、岩田彩有里
- 美術：橋本英実
- セットデザイン：赤阪知津、川越のどか
- 電飾：久保寛一
- LEDディスプレイ：日本ユーザック、関西光電
- EED：中澤丈、能宮幸恵、山本崇央、竹嶋夕貴、田中佑梨
- MA：辻賢一
- 音効：藤澤康太、村山拓也
- 番宣：加藤孝彦（TVO）
- WEB：柴田真理子
- 編成：加藤あゆみ
- AD：政香恭平、松井久弥（TVO）、中本真悟、本谷有希、松本千尋
- AP：百瀬和代
- ディレクター：与十田孝輔（TVO）、高見亘（TVO→フリー→AbemaTV）、山本博紀（TVO）、藤村可那子（TVO）、森田晋介、分木賢一(BUDDY)、松本剛樹(BUDDY)
- 演出：砂野信、岡本宏毅（TVO）
- プロデューサー：花本憲一、相原康司、井関猛親、三浦真理子、一色啓人
- 映像提供：ロイター、アフロ、毎日新聞社、共同通信社、読売新聞社、JAXA、AKS、テレビ東京 ほか
- 協力：officeTAKAJIN、AZITO、TORIDE
- 技術協力：テーク・ワン、SpEED、エル・アップ、グリーンアート、STUDIO B&M
- 制作協力：BOY'S TV DIRECTION COMPANY
- 製作著作：テレビ大阪

### 過去のスタッフ
- SW：軽森英樹
- ナレーション：栗本有紀子
- 構成：今澤圭輔、吉村智樹
- TD：芳田浩一
- CAM：吉岡英和
- タイトル：松本裕希
- スタイリスト：水口佐智子、吉田真規子（やしきたかじん担当）
- 番組宣伝：西村聡（TVO）
- 番宣：千年屋俊幸
- 編成：榎本暁子・川喜多健・長澤格・人見剛史（TVO）
- ディレクター：徳地英孝（TVO）、大川一馬（TVO）、上瀧孝博、山田晃、伊江成晃
- AP：直村憲一（TVO）
- AD：栗田麻衣、小倉徹也
- プロデューサー：綱沢啓芳（TVO）
- チーフプロデューサー：徳岡敦朗[26]（TVO）

## ネット局と放送時間

### レギュラー版（土曜昼枠・第2期）
2013年5月18日以降製作分の場合。
| 放送対象地域   | 放送局         | 系列           | 放送日時               | 遅れ日数   |
| -------------- | -------------- | -------------- | ---------------------- | ---------- |
| 大阪府         | テレビ大阪     | テレビ東京系列 | 毎週土曜 13:00 - 14:00 | 制作局     |
| 北海道         | テレビ北海道   | テレビ東京系列 | 毎週土曜 13:00 - 14:00 | 同時ネット |
| 岡山県・香川県 | テレビせとうち | テレビ東京系列 | 毎週土曜 13:00 - 14:00 | 同時ネット |
| 和歌山県       | テレビ和歌山   | JAITS          | 毎週金曜 20:00 - 20:55 | 6日遅れ    |
| 奈良県         | 奈良テレビ     | JAITS          | 毎週土曜 22:00 - 22:55 | 7日遅れ    |
| 愛知県         | テレビ愛知     | テレビ東京系列 | 毎週日曜 15:00 - 16:00 | 8日遅れ    |
| 福岡県         | TVQ九州放送    | テレビ東京系列 | 毎週土曜 12:30 - 13:30 | 7日遅れ    |

- テレビ東京はやしきたかじんの方針により、放送されない。

### レギュラー版（土曜ゴールデン枠）
2013年4月以降製作分の場合。
| 放送対象地域 | 放送局       | 系列           | 放送日時               | 遅れ日数   |
| ------------ | ------------ | -------------- | ---------------------- | ---------- |
| 大阪府       | テレビ大阪   | テレビ東京系列 | 毎週土曜 18:59 - 20:54 | 制作局     |
| 北海道       | テレビ北海道 | テレビ東京系列 | 毎週土曜 19:00 - 20:54 | 同時ネット |
| 和歌山県     | テレビ和歌山 | JAITS          | 毎週金曜 20:00 - 20:55 | 13日遅れ   |
| 奈良県       | 奈良テレビ   | JAITS          | 毎週土曜 22:00 - 22:55 | 14日遅れ   |
| 愛知県       | テレビ愛知   | テレビ東京系列 | 毎週日曜 15:00 - 16:00 | 15日遅れ   |
| 福岡県       | TVQ九州放送  | テレビ東京系列 | 毎週土曜 12:30 - 13:30 | 14日遅れ   |

『たかじんNOマネー GOLD』は、2013年4月27日で一旦終了、同年5月4日以降は無期限で放送休止中。レギュラー放送は、たかじんが復帰してから再開する予定だった。
本番組はローカルセールス枠の番組のため、テレビ大阪でもプロ野球中継で休止となることがある。また、同時ネット局以外は1時間の編集・短縮版を放送。前述の『やしきたかじん最後の提言 大阪どうすんねん!?スペシャル』については、テレビ北海道（19:00飛び乗りで開始）とテレビ和歌山（テレビ大阪と同じく18:59開始）で同時ネットを実施した。

### レギュラー版（土曜昼時代）
| 放送対象地域   | 放送局             | 系列           | 放送日時               | 遅れ日数 |
| -------------- | ------------------ | -------------- | ---------------------- | -------- |
| 大阪府         | テレビ大阪         | テレビ東京系列 | 毎週土曜 13:00 - 14:00 | 制作局   |
| 北海道         | テレビ北海道       | テレビ東京系列 | 毎週土曜 13:00 - 14:00 | 28日遅れ |
| 愛知県         | テレビ愛知         | テレビ東京系列 | 毎週日曜 15:00 - 16:00 | 8日遅れ  |
| 福岡県         | TVQ九州放送        | テレビ東京系列 | 毎週土曜 12:30 - 13:30 | 7日遅れ  |
| 和歌山県       | テレビ和歌山       | JAITS          | 毎週金曜 21:00 - 22:00 | 20日遅れ |
| 奈良県         | 奈良テレビ         | JAITS          | 毎週土曜 22:00 - 22:54 | 7日遅れ  |
| 三重県         | 三重テレビ         | JAITS          | 毎週日曜 12:00 - 13:00 | 15日遅れ |
| 広島県         | 広島テレビ         | 日本テレビ系列 | 毎週土曜 11:55 - 13:00 | 21日遅れ |
| 滋賀県         | びわ湖放送         | JAITS          | 毎週月曜 22:00 - 23:00 | 30日遅れ |
| 宮城県         | 東日本放送         | テレビ朝日系列 | 毎週土曜 14:00 - 15:00 | 28日遅れ |
| 長崎県         | 長崎放送           | TBS系列        | 毎週土曜 12:00 - 13:00 | 14日遅れ |
| 新潟県         | 新潟放送           | TBS系列        | 毎週土曜 14:00 - 15:00 | 77日遅れ |
| 富山県         | チューリップテレビ | TBS系列        | 毎週日曜 15:00 - 16:00 | 29日遅れ |
| 鳥取県・島根県 | 山陰放送           | TBS系列        | 毎週土曜 13:00 - 13:54 | 不明     |

※生放送スペシャルは同時ネット局では画面左上に「LIVE」と表示されるが、時差ネット放送の場合はその都度、画面左上に「20○○年○月○日に大阪地区で放送されたものです。」と表示されていた（但し、山陰放送は「この番組は先頃他地区で放送されたものです」と表示）。

### レギュラー版過去のネット局と放送時間
| 放送対象地域   | 放送局         | 系列           | 放送日時               | 終了日            |
| -------------- | -------------- | -------------- | ---------------------- | ----------------- |
| 大分県         | 大分朝日放送   | テレビ朝日系列 | 毎週土曜 13:00 - 14:00 | 2011年10月8日     |
| 鹿児島県       | 鹿児島放送     | テレビ朝日系列 | 毎週土曜 12:00 - 13:00 | 2012年3月31日     |
| 愛媛県         | テレビ愛媛     | フジテレビ系列 | 毎週土曜 12:00 - 13:00 | 2012年3月打ち切り |
| 岡山県・香川県 | テレビせとうち | テレビ東京系列 | 毎週土曜 13:00 - 14:00 | 2013年3月16日     |

- 原則として毎月第3週or第4週の土曜日に放送される（たかじんのTV収録スケジュールが原則隔週のため、それに合わせて放送される）。
- 2011年11月19日放送分は、びわ湖放送のみ放送せず、テレビショッピングや「絶景名湯の北陸旅〜めくるめく金沢・加賀・白山〜」など別番組差し替えとなる。
  - 同年12月24日放送分もびわ湖放送のみ別番組差し替えとなった。そのため、びわ湖放送では月によっては自社制作番組差し替えのために放送されないこともある。
- 『土曜スペシャル』は、本番組放送の場合、休みとなる。（差し替えた週のものが関東近郊でない限り、翌週以降に後日放送＝テレビ東京で関東近郊のものが放送される週に差し替える。本番組放送の日にテレビ東京で関東近郊のものが放送された場合は振り替え放送なし）なお、本番組が放送されないテレビ東京系列局では『土曜スペシャル』が通常通り放送される。TVQ九州放送では『きらり九州めぐり逢い』、『土曜の夜は!おとななテレビ』が放送されるため、レギュラー放送をネットしているTXN系列局では唯一放送されていない。
- 2012年2月以降は、たかじんが病気療養による休養に入ったため休止。そのため、2012年1月28日放送分のエンディングで、眞鍋から次回放送予定の告知にあった、2012年2月25日放送分は、「土曜スペシャル」の通常放送となった。
- 2012年4月からプロ野球シーズンに入るため、しばらく放送がなく（例外として2012年3月は、橋下徹大阪市長と松井一郎大阪府知事のW出演が決定したため、3月24日に生放送された。この日はテレビ大阪に届いたたかじん直筆のメッセージを眞鍋が代読した。また、音声を遮断する装置は置かれなかった。この回はテレビ大阪・テレビ北海道・テレビ和歌山の3局のみで放送され、それ以外の同時ネット局は「土曜スペシャル」の通常放送となった）、代わりに通常のレギュラー放送の中で生放送スペシャル（2012年4月21日放送分、2012年5月19日放送分以降は概ね隔週）として行われ、通常のテレビ大阪、テレビせとうちの同時ネットに加え、通常は同時刻で2週遅れの時差ネットで放送されるテレビ北海道でも生放送スペシャルでは同時ネットで放送された（ただし、同時ネットせずに通常の2週遅れの放送となる場合もある）。その後、しばらく放送がなかった「-NOマネー GOLD」が約5カ月ぶりに再開することになり、9月8日に放送された（この回でもたかじんは休養中だった）。この回ではテレビ大阪・テレビ北海道・テレビせとうちの3局で同時ネット放送され、これまですべての回で同時放送を行っていたテレビ和歌山では今回は放送せず、「土曜スペシャル」の通常放送となった。これによりテレビ大阪以外で「-NOマネー GOLD」のすべての回が放送されているのはテレビ北海道のみとなった。

### パイロット版
- テレビ大阪 - 2010年12月12日・15:00 - 16:00
- 熊本放送（TBS系列） - 2010年12月30日・16:00 - 17:00
- びわ湖放送（JAITS） - 2010年12月31日・9:30 - 10:31
- 静岡第一テレビ（日本テレビ系列） - 2010年12月31日・17:30 - 18:30
- チューリップテレビ（TBS系列） - 2011年1月5日・9:55 - 10:55
- TVQ九州放送（テレビ東京系列）- 2011年1月8日・13:30 - 14:30
- 鹿児島放送（テレビ朝日系列） - 2011年1月8日・15:54 - 16:55
- テレビ信州（日本テレビ系列） - 2011年1月9日・12:55 - 14:00
- テレビ和歌山（JAITS） - 2011年1月15日・13:30 - 14:30
- 奈良テレビ （JAITS） - 2011年1月17日・20:00 - 20:57
- 東日本放送（テレビ朝日系列） - 2011年1月22日・13:59 - 15:00
- 広島テレビ（日本テレビ系列） - 2011年1月30日・15:00 - 16:00
- 大分朝日放送（テレビ朝日系列） - 2011年4月2日・13:00 - 14:00
- テレビ愛知（テレビ東京系列） - 2011年5月14日・19:00 - 20:00（「土曜スペシャル」、ローカル差し替え）

## 放送倫理・番組向上機構での紛争
- 2015年5月30日放送分で「日本人は怠け者で既得権益を守りすぎる」というVTRパートで、「たとえ社会の発展や活性化につながるものでも」とのナレーション部分にTシャツ姿で街頭演説をする橋下徹当時：大阪市長の映像を約4秒間、「既得権益のために政治が利用されてしまっているのが今の日本の姿」とのナレーション部分にスーツ姿で街頭演説をする自民党柳本顕大阪市会議員団幹事長の映像を約6秒間、使用した。
自民党側の抗議を受けて、テレビ大阪は「一部誤解を招きかねない、配慮を欠いた表現がありました」と番組Webサイトにお詫び文を掲載するとともに、自民党側に謝罪した。6月12日に大阪市議団はBPOに審議対象とするよう求める文書を提出した[30]。2015年9月11日に放送倫理検証委員会が行われ、再発防止策として、社内の研修会を秋に実施すること、注意が必要な社内情報の共有化を徹底すること、視聴者にお詫びする際のガイドラインを作成すること等を決めた事で討議を終了した[31]。